# Evenwichtsvoorwaarde
Een evenwichtsvoorwaarde is een begrip dat in verschillende takken van de wiskunde, wetenschappen en techniek voorkomt. Vaak gaat het om wiskundige formuleringen die bepaalde verhoudingen of relaties tussen grootheden uitdrukking opdat een beschouwd systeem in evenwicht zou zijn; waarbij het begrip evenwicht specifiek gedefinieerd is in de beschouwde toepassing.
Voorbeelden:
- Evenwichtsvoorwaarden van constructies in de constructieleer
- Evenwichtsvoorwaarde van reacties in evenwicht
- Evenwichtsvoorwaarde van een wachtrijsysteem in de wachtrijtheorie